# Nynäshamns församling
Nynäshamns församling är en församling i Nynäs kontrakt, Strängnäs stift. Den ligger i Nynäshamns kommun i Stockholms län och utgör ett eget pastorat.

## Administrativ historik
Församlingen bildades 1947 genom en utbrytning ur Ösmo församling, och har därefter utgjort ett eget pastorat.

## Organister
| Verksam   | Namn          | Levnadstid | Övrigt    |
| --------- | ------------- | ---------- | --------- |
| 1948–1964 | Per Lundkvist | 1916–1999  | Organist. |

## Kyrkor
- Nynäshamns kyrka